# Висагинас
Висагинас (литв. Visaginas, рус. Висагинас, пољ. Wisaginia) је један од значајнијих градова у Литванији. Он се налази на крајњем североистоку земље, близу тромеђе са Литваније са Летонијом и Белорусијом. Висагинас чини самосталну општину у оквиру округа Утена.
Висагинас се простире се на 48 km² и према последњим проценама у њему је живело 29.554 становника.

## Становништво
За разлику од огромне већине градова у Литванији Висагинас је национално и верски разнолик град. По подацима из 1995. године претежно становништво је словенско - Руси (56%), затим Литванци (16%), Белоруси (10%) и Пољаци (9%). Доминантан језик у граду је руски језик.

## Знаменитости
Град је и данас познат по нуклеарној електрани из времена Совјетског Савеза.